# Монокулярний зір
Монокулярний зір — це зір, при якому сприйняття об'єктів відбувається за допомогою одного ока. При роботі ока таким чином, на відміну від роботи двох очей, що називається бінокулярним зором, поле зору збільшується в той час як сприйняття глибини стає обмеженим.
Очі тварини, які мають монокулярний зір зазвичай розташовані по протилежні боки голови, що дає можливість бачити два об'єкта в один момент часу. Слово монокулярний походить від кореня грецького слова, mono що означає один, і кореня латинського слова, oculus, що означає око.